# Grottarossa

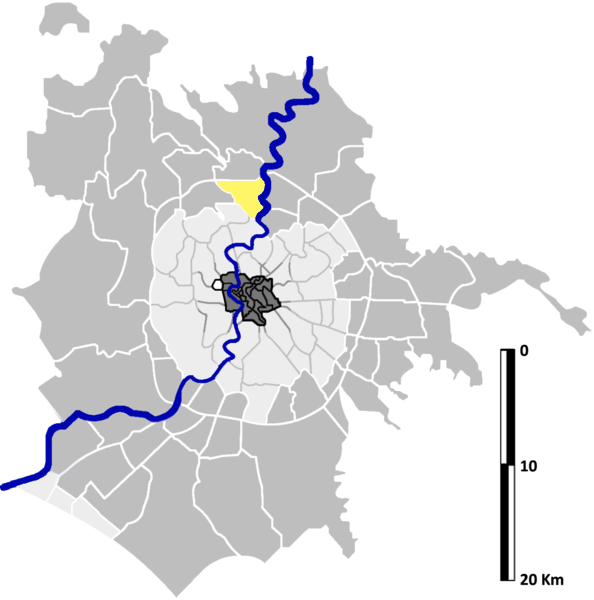
Lage von Grottarossa in Rom

Grottarossa bezeichnet die 56. Zone, abgekürzt als Z.LVI, der italienischen Hauptstadt Rom. Im Gegensatz zu den Rioni, Quartieri und Suburbi sind es die ländlicheren Gebiete von Rom. Sie gehört zum Municipio XV und zählt 44.525 Einwohner (Stand 31. Dezember 2016). Sie befindet sich im Norden der Stadt innerhalb der römischen Ringautobahn A90 und hat eine Fläche von 9,0572 km².

## Geschichte
Grottarossa wurde am 13. September 1961 durch Beschluss des Commissario Straordinario gegründet. Damals wurde der Agro Romano in 59 Zonen geteilt, denen eine römische Zahl zugeteilt wurde und ein Z vorgestellt wurde. Davon wurden sechs an die neugegründete Gemeinde Fiumicino komplett ausgegliedert und drei weitere teilweise.